# 1992年夏季残疾人奥林匹克运动会埃及代表团
1992年夏季残疾人奥林匹克运动会埃及代表团是埃及派出的1992年夏季残疾人奥林匹克运动会代表团。获得7枚金牌、6枚银牌和7枚铜牌。